# Enriqueta Linares
Enriqueta Linares   (Barcelona, 1934 - 1 d'agost de 2024) va ser una actriu de doblatge i locutora de ràdio catalana.
Va iniciar la seva formació a Ràdio Joventut, on va començar la seva carrera com a locutora. Posteriorment, va treballar a Ràdio Miramar, on va presentar programes com Mujeres i Barcelona, te quiero.
Després de la seva etapa a Ràdio Miramar, Linares va treballar a Ràdio Nacional d'Espanya a Barcelona. També va treballar a Ràdio 4, on entre altres tasques va locutar la careta d'entrada del programa musical Barrejadissa.
Posteriorment, va superar les proves per entrar en un dels estudis de doblatge de Barcelona. Des de finals de la dècada del 1950 va treballar en estudis com Metro Goldwyn Mayer i La Voz de España, a la ciutat comtal, i a la dècada del 1980 es va incorporar a la plantilla d'actors que també feien català.
Com a dobladora, va ser coneguda per la seva capacitat d'adaptar-se a una gran varietat de personatges gràcies al seu ampli espectre vocal. Va participar en prop de 300 doblatges en català, i va ser l'actriu de doblatge habitual de  Bette Davis i de Linda Hunt, per exemple a The Relic, Poli de guarderia i Dune. Va participar en sèries com Dallas en el personatge de Rebecca Barnes Wentworth, i Hotel Fawlty, a banda de doblar diferents personatges de S'ha escrit un crim i de Roots. A més, va participar en films com Arrossega'm a l'infern on doblava la posseïda Sylvia Ganush interpretada per l'actriu Lorna Raver; L'exorcista posant la veu a Mercedes McCambridge (dimoni Pazuzu); Amb ell va arribar l'escàndol com a Anne Seymour; Cita amb la mort posant veu a Lauren Bacall; Allò que el vent s'endugué i Starsky i Hutch.
També va doblar personatges com el baró Ashler a la sèrie japonesa Mazinger Z i va prestar la seva veu a l'àvia Tala en la pel·lícula de Disney Vaiana, i va participar en la pel·lícula animada Les aventures de Tadeu Jones. A banda, va dirigir el doblatge de diferents sèries i pel·lícules com el doblatge en català dels animes La Haru al regne dels gats i La màgica Do-Re-Mi.
Enriqueta Linares també va ser coneguda per la seva lluita per la protecció dels drets dels animals. Va ser sòcia de la Lliga per a la Protecció d'Animals i Plantes de Barcelona i va participar activament en campanyes contra l'abandonament dels gossos.